# Клара Рокмор

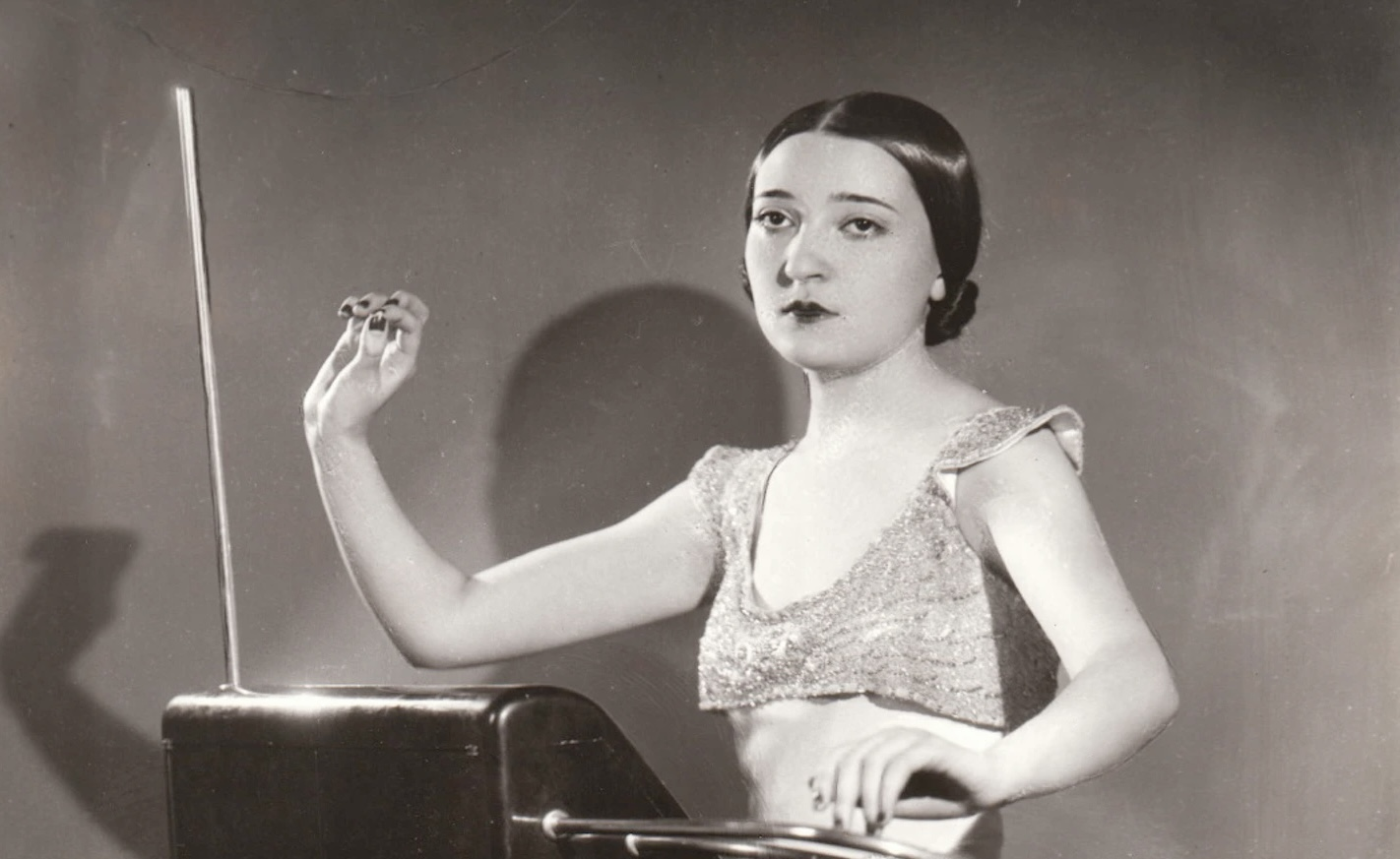
Клара Рокмор грає на терменвоксі

Клара Рокмор (англ. Clara Rockmore, уроджена Рейзенберг; 9 березня 1911, Вільнюс — 10 травня 1998, Нью-Йорк) — американська музикантка, виконавиця на терменвоксі. Сестра Наді Рейзенберг.

## Біографія
З 5-річного віку вчилася грі на скрипці у Петербурзькій консерваторії у Леопольда Ауера, однак через вроджені вади та голод у роки революції була вимушена відмовитись від кар'єри скрипальки.
З 1922 року з сім'єю переїхала до США, де у 1927 році познайомилася із Львом Терменом, який в цей час працював у цій країні. Ця зустріч стала вирішальною у її кар'єрі — під керівництвом Л.Термена, Клара не тільки швидко навчилася грати на терменвоксі, але сприяла подальшому вдосконаленню цього інструменту.
Клара Рокмор мала абсолютний слух, що дуже допомогло їй у володінні таким інструментом як терменвокс, звуковий діапазон якого не впорядковується ані клавіатурою ані жодною іншою системою, а висота звуку, що видобувається на ньому залежить лише від рухів долонь виконавця навколо антени інструменту. Тісно співпрацюючи з винахідником, Клара Рокмор допомогла Терменові вдосконалити інструмент для музичних цілей, зокрема за її порадами у пізніших версіях інструменту були впроваджена більш швидка антена динаміки, розширено звуковисотний діапазон, уможливлений контроль над тембром інструменту. Один із інструментів Термен сконструював спеціально для Клари, враховуючи її індивідуальні можливості.

Клара Рокмор на обкладинці посмертно випущеного альбому 2006 року

Клара Рокмор швидко завоювала популярність і зробила популярним терменвокс, упродовж багатьох років Клара Рокмор вела активну концертну діяльність у США та інших країнах. Протягом десятиліть вона не мала собі рівних - якщо більшості музикантів вдавалося використати інструмент лише для спеціальних ефектів, Клара Рокмор віртуозно виконувала класичний репертуар, зокрема такі шедеври,  як «Вокаліз»«» С.Рахманінова, «Лебідь» К.Сен-Санса, в її руках інструмент звучав подібно скрипці або віолончелі або людському голосу.
В 1977 році продюсером Робертом Муґом був випущений альбом Клари Рокмор «Мистецтво Терменвокса» (англ. The Art of the Theremin), на якому у супроводі фортепіано (виконавиця — сестра Надя Рокмор) записано 12 широко відомих композицій кінця XIX - початку XX століть. Серед творів, що були написані спеціально для Клари — концерт для терменвокса з оркестром Еніса Фулейхема (Anis Fuleihan), вперше виконаний у 1945 році у супроводі Нью-йоркського філармонічного оркестру під орудою Л.Стоковського